# Gemma Giannini
Madre Gemma, al secolo Eufemia Giannini (Lucca, 27 settembre 1884 – Capannori, 26 agosto 1971), è stata una religiosa italiana, fondatrice della congregazione delle Sorelle di Santa Gemma. È venerabile per la Chiesa cattolica, per il comportamento e la fede mantenuti in vita nonostante le sofferenze.

## Biografia
La vita della Venerabile Eufemia Gemma Giannini è strettamente legata a quella di Gemma Galgani, la quale venne ospitata per quattro anni nella sua famiglia a Lucca. Terza figlia di Matteo Giannini, farmacista, e di Giustina Bastiani, studiò ed ottenne il diploma di maestra. 
Nel 1906 entrò nel monastero delle monache passioniste di Lucca con il nome di Gemma Maddalena di Gesù ed assistette alle estasi di Gemma Galgani, scrivendone le parole che pronunciava. Dopo alcuni anni dovette lasciare la clausura per motivi di salute.
Non abbandonò mai il carisma passionista e nel 1939 fondò la Congregazione Missionaria delle Sorelle di Santa Gemma a Lucca.

## Il processo di beatificazione
Il 15 marzo 2008 il papa Benedetto XVI ha autorizzato la promulgazione del Decreto della Congregazione delle Cause dei Santi riguardante le virtù eroiche della Serva di Dio Gemma Giannini.